# Choctella hubrichti
Choctella hubrichti är en mångfotingart som beskrevs av Hoffman 1965. Choctella hubrichti ingår i släktet Choctella och familjen Choctellidae. Inga underarter finns listade i Catalogue of Life.